# Asociación Deportiva Ramonense
L'Asociación Deportiva Ramonense è una società calcistica costaricana fondata il 5 maggio 1953, con sede nella città di San Ramón. I suoi colori sociali sono il rosso ed il bianco.

## Storia
Il 5 aprile 1953 i moncheños coronarono un sogno, quello di avere un club di calcio nella comunità. Il merito è, tra gli altri, al signor Domingo Borja, primo presidente della squadra, il quale fu l'addetto nel convincere comunità e dirigenti comunali. A seguito di un incontro presso il municipio fu formalmente stabilita la nuova associazione sportiva.
Dopo il signor Borja, nel 1955 arrivò al timone il signor Guillermo Vargas Roldán, che per più di 30 anni si mantenne legato alla squadra e visse ogni promozione e retrocessione ramonense tra il 1956 e il 1988, dal Fútbol Aficionado passando per la Liga de Ascenso e fino ad arrivare in Primera División. Fu nell'anno 1968 che i ramonenses arrivarono alla massima categoria, dalla mano di una delle sue grandi stelle, Toribio Rojas, il quadro della provincia di Alajuela si impose al Turrialba per 1-0.
Con alti e bassi, il vivaio ramonense riuscì a mantenersi tra i migliori del calcio costaricano, avendo perfino una delle migliori rose ricordate, quella del 1972. Sotto il comando dello stratega charrúa Orlando de León; con figure come l'uruguaiano Jorge Washington Santos, Telmo Blanco e Víctor Pereira con i ticos Gerardo "Cebolla" Gutiérrez, Carlos Losilla e William Cruz, il club ottenne uno storico terzo posto.
Venti anni passarono affinché la Ramonense retrocedesse per la prima volta: fu nel 1988 quando con appena 26 punti in 36 partite i rojiblancos si videro costretti a tornare in seconda, per poi tornare in prima nella stagione 1992-93; nuova retrocessione nel 1998-99 e ritorno in Primera División per la stagione 2003-04. I rojiblancos non poterono evitare una brutta stagione nella 2005-06 cadendo nuovamente nella Liga de Ascenso, ma ritornarono per l'Invierno 2008 e riuscirono a fare del Verano 2009 una delle sue stagioni migliori, avanzando fino ai quarti di finale.
Si ricorda specialmente la Ramonense per la formazione di alcuni grandi giocatori per il calcio della Costa Rica: William Cruz, Carlos Losilla, Toribio Rojas e specialmente due calciatori che diedero anima e cuore per il paese nel Mondiale 1990 in Italia, il portiere Luis Gabelo Conejo ed il forte difensore Mauricio Montero.

## Palmarès

### Competizioni nazionali
- Segunda División de Costa Rica: 4

1966-1967, 1991-1992, 2002-2003, 2007-2008

## Rosa Torneo de Verano 2010
| N. |                       | Ruolo | Calciatore        |
| -- | --------------------- | ----- | ----------------- |
| 1  | Costa Rica (bandiera) | P     | Hanz Zuñiga       |
| 33 | Costa Rica (bandiera) | P     | Jose Sandi        |
| 26 | Costa Rica (bandiera) | P     | Gabriel Mora      |
| 2  | Costa Rica (bandiera) | C     | Rachith Gomez     |
| 23 | Costa Rica (bandiera) | D     | José Guzmán       |
| 7  | Costa Rica (bandiera) | C     | Cristian Cisneros |
| 3  | Costa Rica (bandiera) | D     | Jeffry Muñoz      |
| 4  | Costa Rica (bandiera) | D     | Lee Zapata        |
| 5  | Costa Rica (bandiera) | C     | Raymond Fernandez |
| 18 | Costa Rica (bandiera) | C     | Ignacio Quesada   |
| 6  | Costa Rica (bandiera) | C     | Vinicio Alpizar   |
| 22 | Costa Rica (bandiera) | D     | Eduardo Chaves    |

| N. |                       | Ruolo | Calciatore        |
| -- | --------------------- | ----- | ----------------- |
| 21 | Costa Rica (bandiera) | C     | José Guzmán       |
| 22 | Costa Rica (bandiera) | D     | Nelson Cahvez     |
| 17 | Costa Rica (bandiera) | D     | Jose M. Lara      |
| 20 | Costa Rica (bandiera) | D     | Bryan Solórzano   |
| 5  | Costa Rica (bandiera) | C     | Diego Falcon      |
| 19 | Costa Rica (bandiera) | C     | Gherland McDonald |
| 14 | Costa Rica (bandiera) | A     | Ricardo Ávila     |
| 11 | Costa Rica (bandiera) | C     | Jorge Rodríguez   |
| 8  | Costa Rica (bandiera) | A     | Diego Valerio     |
| 10 | Costa Rica (bandiera) | C     | Logan Santamaria  |
| 9  | Costa Rica (bandiera) | D     | Andrey Gonzalez   |
| 12 | Costa Rica (bandiera) | D     | Diego Vargas      |